# Loïc Hélin
Loïc Hélin (Dendermonde, 24 september 1979) is een Belgisch voormalig duatleet en triatleet. In 2007 werd hij Belgisch kampioen triatlon op de lange afstand.

## Levensloop
Hélin begon met duatlon in 1999. In 2002 en 2003 werd hij wereldkampioen in zijn leeftijdsklasse. Vanaf 2004 maakte hij op regelmatige basis deel uit van de Belgische duatlonselectie. In 2007 won hij de bronzen medaille op het WK Powerman in het Zwitserse Zofingen.
Vanaf 2001 nam Hélin daarnaast regelmatig deel aan triatlonwedstrijden, voornamelijk op de lange afstand. In 2003 en 2004 werd hij 12e op het Belgisch kampioen triatlon op deze afstand. In 2007 werd hij te Eupen Belgisch kampioen. Hierbij versloeg hij Bruno Clerbout en Pieter Hélin. Zijn beste resultaten haalde Loïc op de Ironman-afstand (3,8 km zwemmen, 180 km fietsen, 42,2 km lopen). Bij zijn debuut in 2006 (Ironman Switzerland: 14e in 9u01) kwalificeerde hij zich meteen voor het WK Ironman in Hawaï. Daar werd hij 65e overall en 4e in zijn categorie. Vanaf 2007 nam hij als PRO deel aan Ironman-wedstrijden en in 2008 kwalificeerde hij zich in Ironman Canada (12e in 8u53) als PRO voor het WK Ironman in Hawaii. Daar werd hij 43e PRO en 56e overall.
Sinds 2003 is Hélin actief als trainer/coach. In 2009 kreeg hij te maken met de ziekte van Lyme, waardoor sporten op competitief niveau onmogelijk werd. In datzelfde jaar startte hij zijn Team Hawi op. Leden van dit team deden mee aan het Belgisch Kampioenschap triatlon in 2011 en aan Ironman Hawaï in 2012 en 2013. Loïc Hélin is/was de trainer van onder andere Maarten Van Trijp, Emmanuel Lejeune, Stefanie Adam, François Humblet, Thibaut en Nicolas De Smet. Van 2019 tot en met 2022 was hij daarnaast bondscoach voor de niet-olympische disciplines bij 3VL/Be3. Onder zijn hoede haalden in die periode 15 verschillende atleten 33 medailles op EK's, WK's en World Games.